# حركية جيورو
حركات جيورو هو الإطار النظري لدراسة سلوك البلازما علي المقاييس المكانية المتعامدة التي يمكن مقارنتها بنصف قطر الجيروسكوب وترددات اقل بكثير من ترددات السيكلوترون الجسيمة. وقد أظهرت هذه المقاييس بشكل تجريبي لتكون مناسبه لاضطراب البلازما النمذجة.مسار الجزيئات المشحونة في حقل مغناطيسي هو اللولب الحلزوني الذي يلتف حول الخط الميداني. ويمكن تحلل هذا المسار إلى حركه بطيئه نسبيا من المركز التوجيهي علي طول الخط الميداني وحركه دائريه سريعة تسمي الجيروسكوب .بالنسبة لمعظم السلوكية البلازما هذا السلوك غير ذي صله. المتوسط علي هذا المعدل يقلل من المعادلات إلى سته ابعاد (3 المكانية ، 2 السرعة ، والوقت) بدلا من سبعه (3 المكانية ، 3 السرعة ، والوقت). وبسبب هذا التبسيط ، تحكم الجيروسكوبات تطور الخواتم المشحونة مع مركز التوجيه ، بدلا من الجزيئات المشحونة.

## اشتقاق معادله الجيروسكوب الحركي
في الأساس ، فان نموذج جيروسكوب يفترض البلازما مغناطيسيا بقوة
( {\displaystyle \rho _{i}\ll L_{plasma}} ), المقاييس المكانية المتعامدة قابله للمقارنة مع الجيروديوس
( {\displaystyle k_{\perp }\rho _{i}\sim 1} ),وسلوك الفائدة له ترددات منخفضه
( {\displaystyle \omega \ll \Omega _{i}\ll \Omega _{e}} ).يجب علينا أيضا توسيع وظيفة التوزيع ،   {\displaystyle f_{s}=f_{s0}+f_{s1}+\ldots }, ونفترض ان الاضطراب صغير بالمقارنة مع الخلفية
({\displaystyle f_{s1}\ll f_{s0}}). نقطه البداية هي المعادلة فوكر بلانك ومعادلات ماكسويل  . الخطوة الاولي هي تغيير المتغيرات المكانية من
موقف الجسيمات
{\displaystyle {\vec {r}}} إلى مركز التوجيه
```
 

  

    

      

        

          

            

              
R

              
→

            

          

        

      

    

    
{\displaystyle {\vec {R}}}

  

.ثم نغير إحداثيات السرعة   

  

    

      

        

          
v

          

            

              
|

            

            

              
|

            

          

        

        
≡

        

          

            

              
v

              
→

            

          

        

        
⋅

        

          

            

              
b

              
^

            

          

        

      

    

    
{\displaystyle v_{||}\equiv {\vec {v}}\cdot {\hat {b}}}

  

 
```

عزم مغناطيسي  {\displaystyle \mu \equiv {\frac {m_{s}v_{\perp }^{2}}{2B}}}, وزاوية المرحلة الجيروسكوبه
{\displaystyle \varphi }. هنا متوازية وعموديه نسبيه إلى
{\displaystyle {\vec {b}}\equiv {\vec {B}}/B},اتجاه المجال المغناطيسي و {\displaystyle m_{s}} هو كتله من الجسيمات. الآن يمكننا حساب المتوسط علي زاوية الجيروسكوب في موقف مركز التوجيه الثابت, تدل على{\displaystyle \left\langle \ldots \right\rangle _{\varphi }}, تسفر عن المعادلة الجيروسكوبية.
معادله الجيروسكوب الكتروستاتيه
, في غياب البلازما الكبيرة تدفق ، وتقدم من قبل  
{\displaystyle }.
هنا الفصل الدراسي الأول يمثل التغير في قلق توزيع الوظيفة ، {\displaystyle }مع الوقت. الفترة الثانية تمثل الجسيمات المتدفقة على طول المجال المغناطيسي خط. المصطلح الثالث يحتوي على آثار عبر مجال الجسيمات الانجرافات ، بما في ذلك انحناء الانجراف ، غراد-ب الانجراف ، وأدنى من أجل الإلكترونية عبر ب الانجراف. الرابع المصطلح يمثل الخطية تأثير قلق {\displaystyle } الانجراف التفاعل مع وظيفة التوزيع اضطراب. الخامس يستخدم مصطلح حادث تصادم المشغل إدراج آثار التصادمات بين الجزيئات. السادس المصطلح يمثل ماكسويل–بولتزمان استجابة قلق الكهربائية المحتملة. آخر مصطلح يشمل درجة الحرارة و الكثافة التدرجات الخلفية وظيفة التوزيع ، والذي دفع الاضطراب. هذه التدرجات هي فقط كبيرة في اتجاه الجريان عبر السطوح ، بمعلمات من قبل {\displaystyle }فإن الفيض المغناطيسي.
معادله الجيرو سكوب ، جنبا إلى جنب مع الدوران متوسط معادلات ماكسويل ، تعطي دالة التوزيع و قلق الكهربائية والمجالات المغناطيسية. في كهرباء الحالة نحن لا تتطلب سوى قانون غاوس (الذي يأخذ شكل حالة الفلكية السماوية) ، 
{\displaystyle \sum _{s}Z_{s}eB\int dv_{||}d\mu d\varphi h_{s}\left({\vec {R}}\right)=\sum _{s}{\frac {Z_{s}^{2}e^{2}n_{s}\phi }{T_{s}}}}.
عادة يتم إيجاد حلول عدديا مع مساعدة من أجهزة الكمبيوتر العملاقة, ولكن في تبسيط المواقف التحليلية حلول ممكنة.

## Notes
1. ↑  G.G. Howes, S.C. Cowley, W. Dorland, G.W. Hammett, E. Quataert, and A.A. Schekochihin. Astrophysical gyrokinetics: Basic equations and linear theory. ApJ, 651(1):590, 2006.
2. ↑  F.I. Parra, M. Barnes, and A.G. Peeters. Up-down symmetry of the turbulent transport of toroidal angular momentum in tokamaks. Phys. Plasmas, 18(6):062501, 2011.

## وصلات خارجية
- GS2: عددية متوالية رمز لدراسة الاضطرابات في الانصهار البلازما.
- AstroGK: رمز على أساس GS2 (أعلاه) لدراسة الاضطرابات في الفيزياء الفلكية البلازما.
- جين: شبه السلسلة العالمية الاضطراب المحاكاة البرمجية ، الانصهار البلازما.
- جوهرة: الجسيمات في الخلية الاضطراب رمز ، الانصهار البلازما.
- GKW: شبه السلسلة العالمية gyrokinetic البرمجية عن الاضطراب في الانصهار البلازما.
- الدوران: نسخة محفوظة 13 سبتمبر 2016 على موقع واي باك مشين. شبه السلسلة العالمية الاضطراب رمز ، الانصهار البلازما.
- GYSELA: نسخة محفوظة 13 أبريل 2018 على موقع واي باك مشين. شبه لاغرانج البرمجية عن الاضطراب في الانصهار البلازما.
- ELMFIRE: الجسيمات في الخلية مونتي كارلو رمز ، الانصهار البلازما.
- GT5D نسخة محفوظة 29 يوليو 2020 على موقع واي باك مشين.: السلسلة العالمية البرمجية عن الاضطراب في الانصهار البلازما.
- ORB5 العالمية الجسيمات في الخلية رمز الكهرومغناطيسي الاضطراب في الانصهار البلازما.
- (د)FEFI: الصفحة الرئيسية للمؤلف التواصل gyrokinetic قوانين الاضطراب في الانصهار البلازما.
- GKV نسخة محفوظة 11 أغسطس 2011 على موقع واي باك مشين.: محلي التواصل gyrokinetic البرمجية عن الاضطراب في الانصهار البلازما.
- GTC نسخة محفوظة 12 ديسمبر 2012 at Archive.is: gyrokinetic الجسيمات في الخلية محاكاة الانصهار البلازما في حلقية و أسطواني هندستها.